# Albert Wigand (Meteorologe)

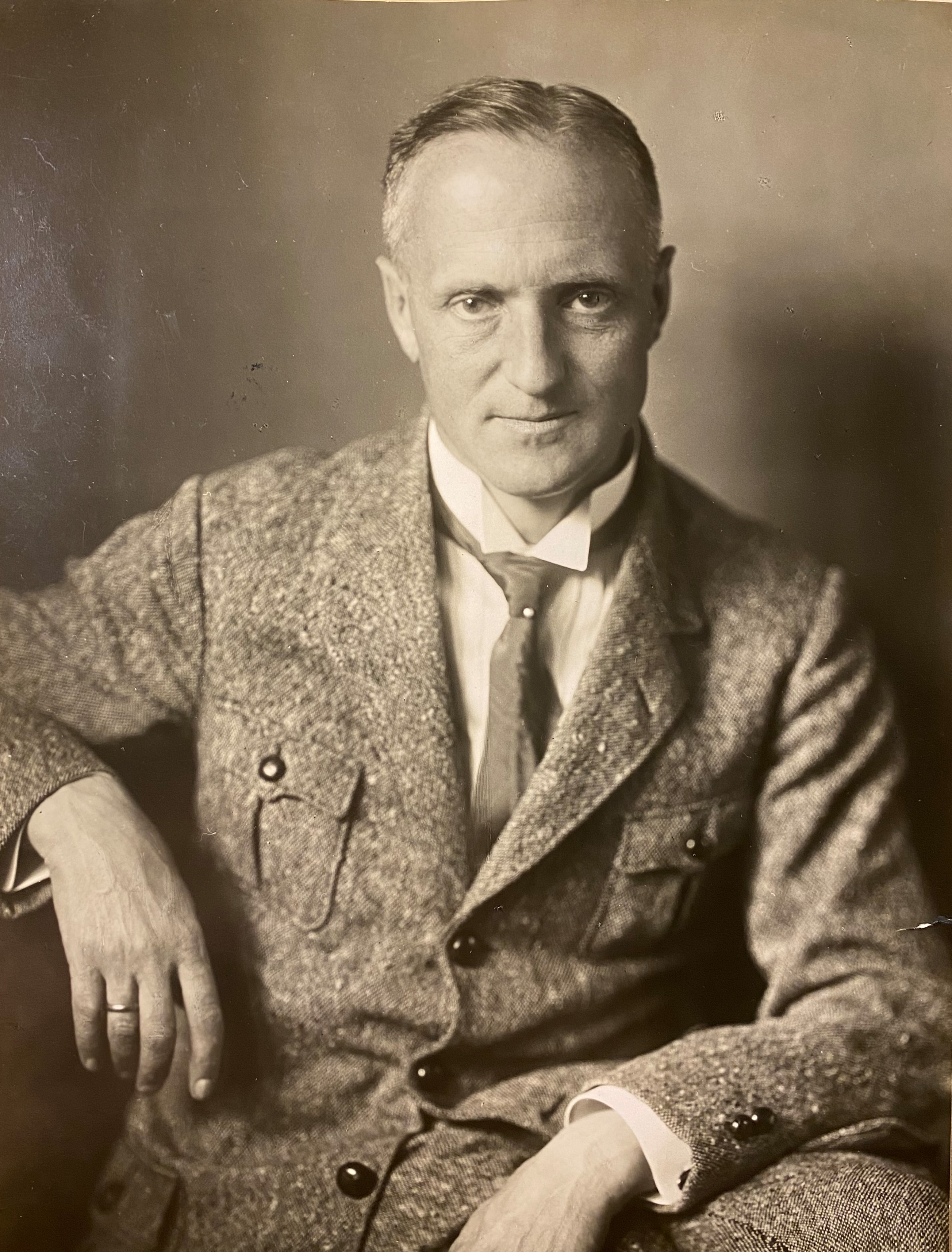
Dr. Albert Wigand, Professor für Meteorologie und Rektor in Hamburg

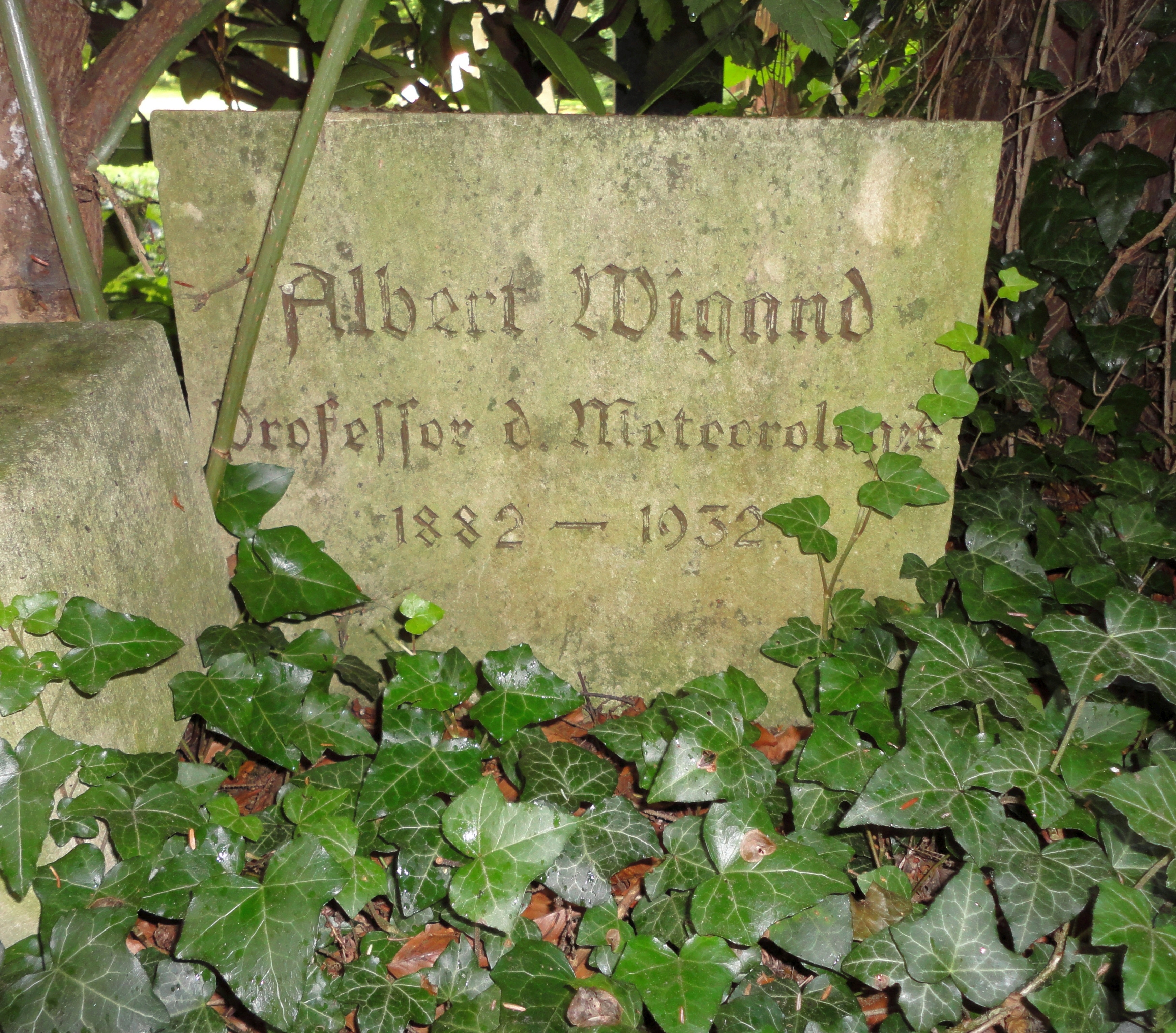
Göttingen Stadtfriedhof, Grab von Albert Wigand

Albert Wigand (* 21. Oktober 1882 in Kassel; † 18. Dezember 1932 in Hamburg) war ein deutscher Hochschullehrer und Meteorologe.

## Leben
Der Sohn eines katholisch-apostolischen Geistlichen studierte von 1901 bis 1906 Mathematik, Naturwissenschaften und Philosophie an den Universitäten Marburg und München. 1905 wurde er in Marburg promoviert. Nach mehrjähriger Tätigkeit als physikalischer Assistent in Marburg, Dresden und Halle habilitierte er sich 1911 in Halle. Im Ersten Weltkrieg diente Wigand bei den Luftschiffertruppen als Ballonbeobachter und Meteorologe. 1921 wurde er zum nichtbeamteten a. o. Professor an der Universität Halle ernannt. Von 1925 bis 1929 lehrte er als ordentlicher Professor für Physik und Meteorologie an der Landwirtschaftlichen Hochschule Hohenheim. 1929 erhielt er einen Lehrstuhl als ordentlicher Professor für Meteorologie an der Hamburger Universität. Seit 1929 war er außerdem nebenamtlicher Leiter der Meteorologischen Versuchsanstalt in Groß Borstel. Im Amtsjahr 1931/32 wurde Wigand zum Rektor der Hamburger Universität gewählt.
Während seines Rektorats profilierte Wigand sich als scharfer Gegner der Weimarer Republik und Förderer der nationalsozialistisch dominierten Studentenschaft. Er beschrieb die politischen Zustände in Deutschland als „Augiasstall“, der von „Befleckung“ und „Fremdwerk“ gereinigt werden müsse, forderte öffentlich ein „neues Reich“ und setzte auf Verlangen der Studentenschaft Vorlesungen über „Wehrwissenschaft“ auf den Lehrplan der Universität. In Würdigung dieser Aktivitäten stiftete die nationalsozialistisch dominierte Hamburger Studentenschaft 1933 eine Bronzebüste von Wigand, die über viele Jahrzehnte hinweg im Foyer des Hauptgebäudes der Universität Hamburg aufgestellt war, bis sie 2007 von studentischen Aktivisten zerstört wurde.

## Werke
- Wissenschaftliche Hochfahrten im Freiballon, 1914,
- Luftelektrische Untersuchungen bei Flugzeugaufstiegen, 1925,
- Die Atmosphäre als Kolloid (mit August Schmauß), 1929.